# Kostel svatého Mikuláše (Zbiroh)
Kostel svatého Mikuláše ve Zbirohu je jednolodní orientovaná barokní sakrální stavba, která leží na zrušeném hřbitově na horním, jihozápadním konci Masarykova náměstí, nad terénním zlomem. Je farním kostelem zbirožské farnosti a spolu s ohradní zdí s branou a márnicí je chráněn jako kulturní památka ČR.

## Historie
Kostel ve Zbirohu je připomínán již v roce 1330 jako farní. Jeho současná podoba je výsledkem barokní přestavby v letech 1719–1720 podle projektu pražského architekta Filipa Spannbruckera stavitelem Václavem Pokorným z Mýta. Z původního kostela byly využity pouze obvodové zdi kněžiště, při přestavbě obezděné. Toto vročení barokní přestavby je poměrně recentní, starší literatura kladla přestavbu do roku 1716. Úpravy kostela proběhly v roce 1883 a 1921.

## Popis

### Exteriér
Kostel je postaven na půdorysu kříže s odsazeným užším obdélným presbyteriem, k němuž je na severní straně přistavěna hranolová věž s cibulovou střechou a sakristií v přízemí, k západnímu průčelí přiléhá nízká obdélná předsíň. Křížový půdorys je způsoben dvěma krátkými a širokými přístavky k severní i jižní straně hlavní lodi kostela. Fasádě dominují tři štítová průčelí, východní a na bočních přístavcích, utvářená identicky, zdobená dvojicemi vysokých pilastrů a završená segmentově zakončeným štítem s dvěma jehlanci v bočních křídlech. Slepé niky v ose štítů byly uvnitř malované, pražský malíř Jan Kašpar Schmidt v nich zpodobil patrona kostela svatého Mikuláše, svatého Václava se dvěma anděly a svatého Jana Nepomuckého. Jinak je fasáda kostela hladká, členěná pouze nárožními pilastry, věž malovanými lizénovými rámci. Dva velké boční portály s kamenným ostěním a rozeklaným trojúhelným frontonem jsou dílem kameníka Adama Duchka z Dobříva. Střechy jsou sedlové a valbová, kryté taškami, báň věže je oplechovaná. Interiér kostela je osvětlen obdélnými okny zakončenými stlačenými segmenty, okna věže jsou zakončena obloukem.
Kostel stojí uprostřed bývalého hřbitova, uzavřeného v roce 1897 a zrušeného v roce 1924. Je obehnán nestejnoměrně vysokou kamennou zdí s korunou krytou taškami a cihlami, která je na severní straně prolomená vysokou hlavní vstupní branou. Vchod brány je zaklenut obloukem a lemován kamenným ostěním s vrcholovým klenákem. Plocha stěn je členěna pásy a završena bohatě profilovanou korunní římsou s trojúhelným tympanonem s orámováním obdobným římse.
Archeologickým průzkumem kostela a hřbitova, který provedl v roce 2002 Martin Čechura ze Západočeského muzea v Plzni, bylo zjištěno, že kostel má velmi mělké základy, pouze asi 30 centimetrů, což může vést k jeho statickým poruchám.

### Interiér
Interiér kostela je zaklenut sledem křížových kleneb s pasy, boční přístavky s předsíněmi v přízemí mají klenbu valenou s lunetovými výsečemi, podobně jako sakristie, v patře předsíní s mělkými oratořemi jsou zaklenuty valeně, západní předsíň je sklenuta plackou. Oratoře mají v poprsni balkonu dovnitř zvlněnou balustrádu. Stěny interiéru jsou hladké, členěné pouze pilastry s výraznými hlavicemi. V západní části lodi je hudební kruchta.

### Zařízení kostela
Hlavní oltář, oba boční oltáře a kazatelna jsou novogotické z roku 1883, provedené pražským sochařem Františkem Josefem Heidelbergrem. Obraz svatého Mikuláše na hlavním oltáři je ovšem starší, barokní, zhotovený Františkem Antonínem Müllerem v roce 1732, barokní jsou i kostelní vyřezávané lavice z první čtvrtiny 18. století. K dalšímu zařízení patří cínová křtitelnice, datovaná nápisem do roku 1650 a barokní mramorový náhrobník v dlažbě u boční předsíně z roku 1658. Nejstarším prvkem ve vybavení kostela je fragment pískovcového náhrobního kamene z roku 1495 v západní předsíni, z nějž se dochovala horní část desky s majuskulním nápisem po obvodu a zlomkem erbovního štítu, který má v klenotu přilbu s fafrnochy a mužskou figuru s veslem na loďce. Z kostela pochází i tzv. Zbirožská madona, dřevěná polychromovaná plastika se zlacením, vzadu vyhloubená, zobrazující Pannu Marii s dítětem Ježíšem na pravé ruce. Plastika je vysoká 158 centimetrů, datovaná do doby kolem let 1515–1525 a je uložena v depozitáři plzeňského biskupství. Na kruchtě jsou varhany z roku 1891, se dvěma klaviaturami a čtrnácti rejstříky, v novogoticky formované skříni, od pražských varhanářů Josefa Rejny a Josefa Černého.